# Texture17
『Texture17』は、Koji Nakamura/Nyantoraのアルバム。2018年12月18日にMeltintoより発売された。

## 解説
SUPERCARのフロントマンである中村弘二がKoji Nakamura/Nyantora両名義で制作しているCD-Rシリーズ「Texture」の第17弾。
中村のオンラインショップ「Meltinto」や、ライブ会場で販売されている。
ジャケットのスタンプの色は緑、色紙は赤。
2023年12月1日に収録曲全ての曲名が発表された。

## 収録曲
1. Love
2. Contact3
3. Testrock
4. Particle
アルバム発売前に音源がSoundCloudで期間限定で無料公開された。
5. Kanoise
Texture04の頃には既に存在しており、音源がSoundCloudで公開されている。「Texture Web」にも収録された。
6. Ps
7. Modern Dance
「ネロ」のタイトルでNyantora×duenn+谷川俊太郎のTOWADADA EPにも収録されている。
8. 0801
9. Shigeki
10. White Room
ショートPVが中村の公式Twitterで公開されている。「Texture Web2」にも収録された。
11. White Room II

全作曲・編曲：中村弘二